# 吾妻町 (宮崎市)
吾妻町（あづまちょう）とは、宮崎県宮崎市内の地名。中央東地域自治区に属している。郵便番号は880-0864。

## 地理
宮崎市の中心部、中央東地域自治区に属する。大淀川左岸に位置し、集合住宅・マンション等が並ぶ。
北を永楽町・瀬頭町、東を出来島町、西を松山2丁目と接し、大淀川を挟んで南を城ケ崎 (宮崎市)1丁目と接する。年代は分からないが遊郭街であった歴史がある。

## 歴史
- 1927年 - 大字瀬頭から吾妻町が成立。

## 世帯数と人口
2023年（令和5年）9月1日現在の世帯数と人口は以下の通りである。
| 町丁   | 世帯数  | 人口   |
| ------ | ------- | ------ |
| 吾妻町 | 883世帯 | 1434人 |

## 小・中学校の学区
市立小・中学校に通う場合、学区は以下の通りとなる。
| 町名   | 小学校             | 中学校             |
| ------ | ------------------ | ------------------ |
| 吾妻町 | 宮崎市立潮見小学校 | 宮崎市立宮崎中学校 |

## 交通

### 鉄道
町域の西端をJR日豊本線が通過している。最寄り駅は宮崎駅。

### バス
宮交グループの運営するバスが営業している。